# Pont de l'Ermitage
Le pont de l'Ermitage (en russe : Эрмитажный мост) est un pont en arc jeté sur le canal d'Hiver à Saint-Pétersbourg, en Russie. Le pont fait partie de l'ensemble constitué par l'Ermitage et du Palais d'Hiver.

## Localisation
Situé en bordure du quai du Palais, le pont relie les bâtiments du théâtre de l'Ermitage (32, quai du Palais) et le musée de l'Ermitage (34, quai du Palais). Les eaux du canal d'Hiver, que le pont franchit, s'écoulent entre deux îles, la première île de l'Amirauté, à l'est, où est érigé le théâtre, et la seconde île de l'Amirauté, à l'ouest, où sont implantés les bâtiments du musée de l'Ermitage. Le flux des eaux du canal va de la Neva vers la Moïka.

## Historique
Le pont original était un pont-levis en bois comportant trois travées qu'Herman van Boles a construit entre 1718 et 1720, immédiatement après l'achèvement du Palais d'Hiver. Le pont était étroit et ne permettait le passage que d'une seule charette à la fois.
Le pont en pierre a été construit de 1763 à 1766, en même temps que les digues en granit le long de la Neva. Aujourd'hui, le pont de l'Ermitage est le plus ancien pont en pierre de la ville.
La voûte du pont était à l'époque en briques et en calcaire avec l'extérieur de granit. En 1934, elle a été remplacée par l'actuelle voûte en béton armé monolithique, mais l'appareil de granit a été préservé. En 1950, le décor original des rampes a été restauré.

## Dénominations successives
Le 20 avril 1738, le pont a reçu son premier nom officiel de pont du Haut-Quai (en russe : Верхний Набережный мост), d'après la rue du Haut-Quai (actuellement quai du Palais). Le nom de pont du Palais d'Hiver (Зимнедворцовый мост) lui est venu au milieu du XVIIIe siècle. À la fin de ce même siècle, le pont a été rebaptisé en pont du Palais. Le nom actuel lui a été donné en 1929 et provient du fait que le théâtre de l'Ermitage a été construit à cette époque.

## Galerie

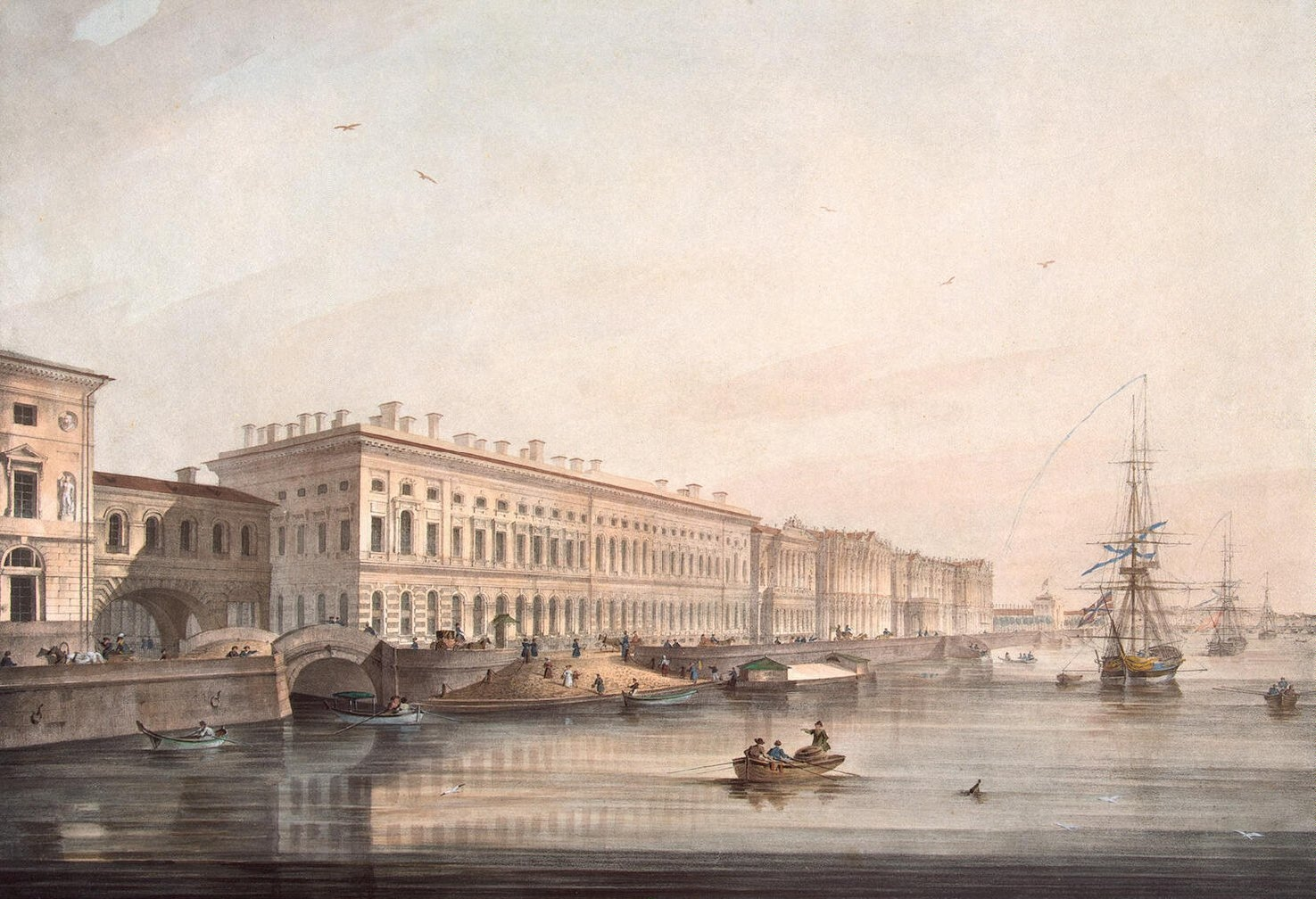
Karl Beggrov
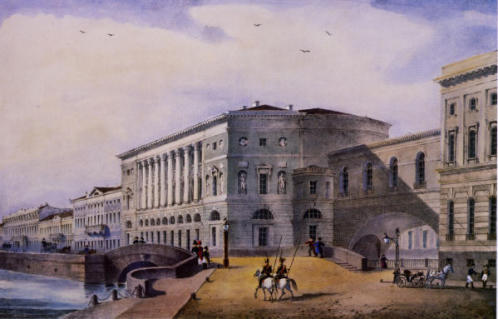
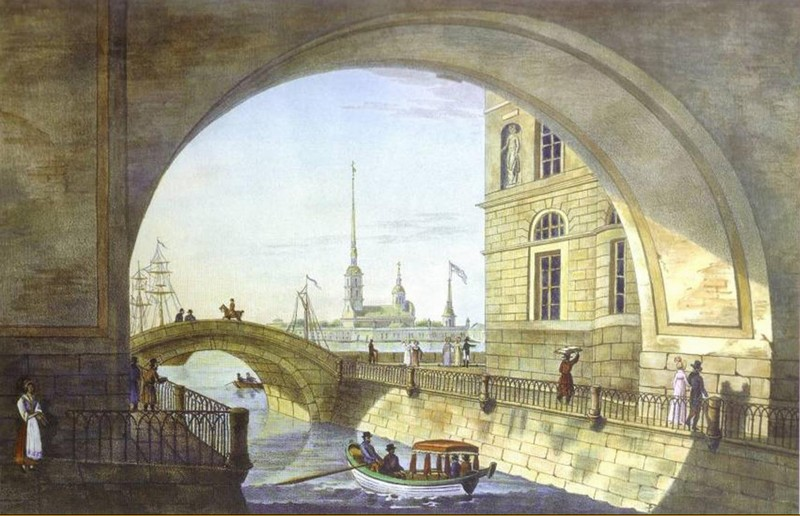
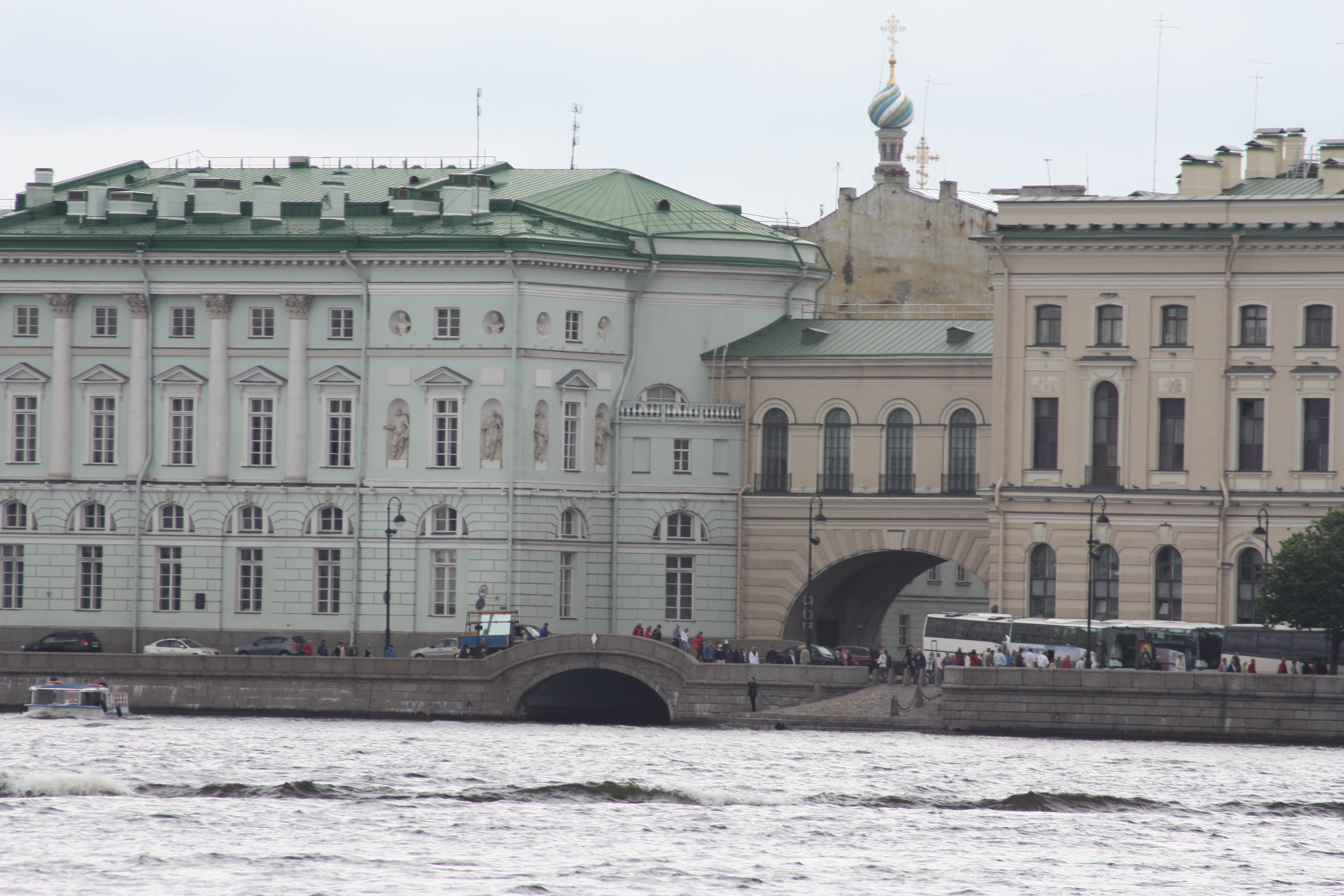